# Donja Paklenica
Donja Paklenica (cyr. Доња Пакленица) – wieś w Bośni i Hercegowinie, w Republice Serbskiej, w mieście Doboj. W 2013 roku liczyła 483 mieszkańców.